# Fort de la Rivière Puante
 (novembre 2023).
Si vous disposez d'ouvrages ou d'articles de référence ou si vous connaissez des sites web de qualité traitant du thème abordé ici, merci de compléter l'article en donnant les références utiles à sa vérifiabilité et en les liant à la section « Notes et références ».
Le fort de la Rivière Puante était situé à l'embouchure de la rivière Puante (rivière Bécancour) dans la ville de Bécancour, région du Centre-du-Québec (Québec). Il est l'un des ouvrages défensifs érigés au XVIIe siècle le long du fleuve Saint-Laurent, au Québec. Ce fort existait déjà en 1646, comme l'atteste Pierre Boucher en 1695 dans ses Mémoires. La rivière  était une voie d'accès des Iroquois vers le fleuve Saint-Laurent.
Il n'existe aucune trace apparente du fort sur le terrain. Le site n'a pas fait l'objet de fouille archéologique.

## Histoire
Dans ses Mémoires, en 1695, Pierre Boucher écrit : « En 1646, j'étais à la Rivière Puante (Bécancour) dont le fort était assiégé par les Iroquois ; nous y perdîmes du monde et les ennemis se retirèrent sans perte, par la mauvaise conduite de ceux qui nous commandaient. ».